# Castelplanio
Castelplanio är en ort och kommun i provinsen Ancona i regionen Marche i Italien. Kommunen hade 3 446 invånare (2018).